# 中国军事博物馆列表
本列表列出中国大陸内地的军事博物馆及与中国军事有关的其他博物馆，历史上存在过的军事博物馆也附于本表中。

## 军事博物馆

### 综合
- 中国人民革命军事博物馆

### 海军
- 中国海军博物馆
- 海军上海博览馆
- 中国人民解放军海军诞生地纪念馆
- 东海舰队军史馆
- 南海舰队军史馆
- 中国近代海军博物馆

### 装甲兵
- 中国人民解放军坦克博物馆

### 炮兵
- 炮兵博物馆

### 空军、航天
- 中国航空博物馆
- 中华航天博物馆

### 核武器
- 青海核武器研制基地展览馆

### 警察
- 上海公安博物馆
- 北京警察博物馆
- 广西警察纪念馆

### 军事教育
- 军事教育博物馆

### 军事后勤
- 中国人民解放军军事后勤馆

### 军事医学
- 军事医学病理标本陈列馆

### 兵器综合
- 银川“兵器大观园”

### 军事史

#### 古代军事
- 秦始皇兵马俑博物馆
- 郑成功纪念馆
- 南京明城垣史博物馆
- 文天祥祠
- 岳飞纪念馆

#### 近代军事
- 鸦片战争博物馆
- 镇海海防历史纪念馆
- 香港海防博物馆
- 中国甲午战争博物馆
- 太平天国历史博物馆
- 大沽口炮台遗址公园
- 合肥李鸿章故居
- 福州严复故居
- 冯子材故居
- 林则徐纪念馆
- 方伯谦家族海军博物馆

#### 北伐战争
- 黄埔军校旧址纪念馆
- 杨宇霆公馆
- 张学良旧居陈列馆
- 东北大学汉卿会堂
- 重庆冯玉祥旧居
- 孫中山大元帥府紀念館

#### 第一次国共内战
- 八一起义纪念馆
- 江西兴国将军公园
- 中华苏维埃共和国中央军委会瑞金旧址
- 中国工农红军强渡大渡河纪念馆

#### 抗日战争
- 上海淞沪抗战纪念馆
- 东北抗日联军纪念馆
- “九·一八”历史博物馆
- 中国人民抗日战争纪念馆
- 侵华日军南京大屠杀遇难同胞纪念馆
- 齐齐哈尔市日军侵华罪证展览馆
- 冉庄地道战遗址
- 焦庄户地道战遗址纪念馆
- 河北沧州抗日纪念馆（筹）
- 哈尔滨战争遗址公园（筹）
- 重庆中国三峡博物馆
- 中山舰博物馆
- 新四军纪念馆
- 张自忠将军纪念馆
- 沈阳美军战俘营旧址
- 史迪威博物馆
- 舒同博物馆
- 叶挺将军故居
- 沂蒙母亲王换于纪念馆
- 广东东江纵队纪念馆

#### 第二次国共内战
- 西柏坡纪念馆
- 济南战役纪念馆
- 淮海战役纪念馆
- 董存瑞纪念馆

#### 抗美援朝战争
- 抗美援朝纪念馆

#### 中华人民共和国国内和平时期
- 新疆石河子军垦博物馆
- 抚顺市雷锋纪念馆
- 湖南雷锋纪念馆
- 沈阳军区雷锋纪念馆
- 邓州编外雷锋团展览馆